# Fernanda Hurtado
María Fernanda Hurtado Carrillo, de nombre artístico Fernanda Hurtado (Madrid, 17 de julio de 1947), es una actriz española, hija de la actriz Mary Carrillo, hermana gemela de Teresa y hermana de Paloma Hurtado. Con sus dos hermanas formó el trío cómico Las Hermanas Hurtado. También tuvo otra hermana mayor, Alicia, fallecida en 1998.

## Biografía
Fernanda Hurtado empezó en la escena a los dos meses de edad en la obra Madre Alegría, con lo que desde muy temprana edad se inicia en el mundo de la interpretación, siguiendo la tradición de la saga familiar. 
En teatro interviene en numerosas obras como El sueño de una noche de verano, Melocotón en almíbar, de Miguel Mihura, Pecados conyugales (1966), de Juan José Alonso Millán, ¡Cómo está el servicio! (1968), de Alfonso Paso, La casa de Las Chivas (1969) de Jaime Salom, La muchacha del sombrerito rosa (1967), de Víctor Ruiz Iriarte, No somos ni Romeo ni Julieta de Alfonso Paso o La venganza de la Petra de Carlos Arniches.
Alcanza gran popularidad a finales de los años sesenta cuando interviene, junto a su hermana gemela Teresa, en la serie La casa de los Martínez (1969-1971) a la que seguiría Divertido siglo (1972-1973), de Fernando García de la Vega.
Su paso por la gran pantalla no resulta especialmente notorio, interviniendo en títulos como La Graduada (1971), de Mariano Ozores, con Lina Morgan, Mi mujer es muy decente, dentro de lo que cabe (1975), de Antonio Drove, La guerra de los niños (1980) o el último título en el que intervino En busca del huevo perdido, junto a Paloma y Teresa.
Dotada de una pronunciada vis cómica, en 1979 forma junto a sus hermanas el trío humorístico Las Hermanas Hurtado con el que recorrio los escenarios de España. Especialmente populares a partir de 1982 cuando incorporaron los personajes de tacañonas en el concurso de TVE Un, dos, tres... responda otra vez, hasta 1994. Fernanda daba vida a la cándida y puritana Mari Puri. Tras la interrupción del programa en 1994, su actividad artística se vio disminuida.